# Insurgência das Forças Democráticas Aliadas
A insurreição das Forças Democráticas Aliadas é um conflito em curso liderado pelas Forças Democráticas Aliadas (FDA) na Uganda e na República Democrática do Congo, contra os governos desses dois países e a Missão das Nações Unidas na República Democrática do Congo. A insurreição começou em 1996 e se intensificou em 2013, resultando em centenas de mortes. Sabe-se que as FDA atualmente controlam vários acampamentos escondidos que abrigam cerca de 2.000 pessoas; nesses acampamentos, as FDA operam como um protoestado, com "serviço de segurança interna, prisão, clínicas e um orfanato", bem como escolas para meninos e meninas.